# عبد الحسين جيفاجي
عبد الحسين جيفاجي (المعروف أيضًا باسم مولانا ملاك) كان مؤسس فرع أتباع ملاك وأتباع ملاك بدر من الإسلام الشيعي الإسماعيلي المستعلي.